# Rat Verlegh Stadion

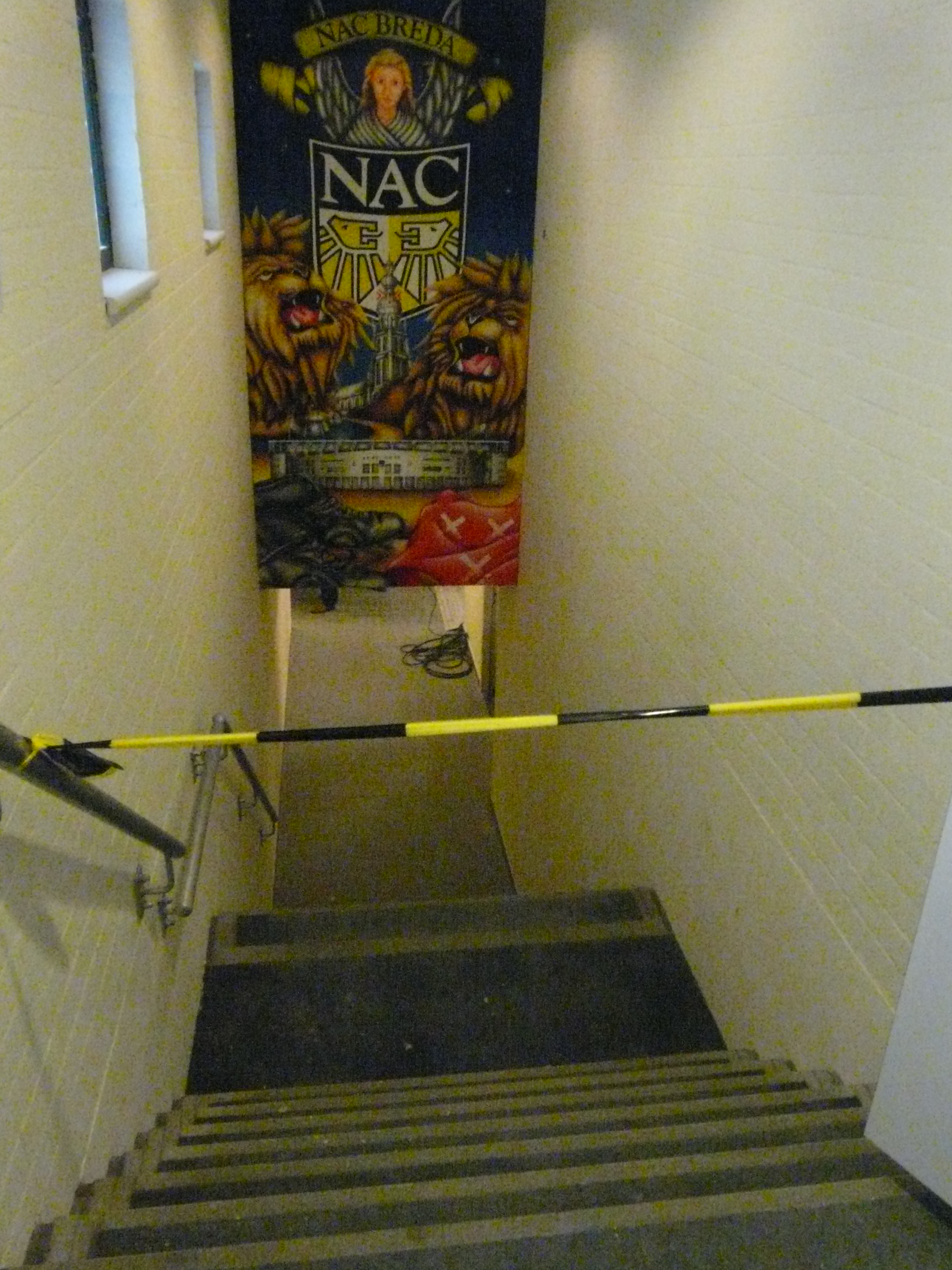
Spelerstunnel NAC Breda

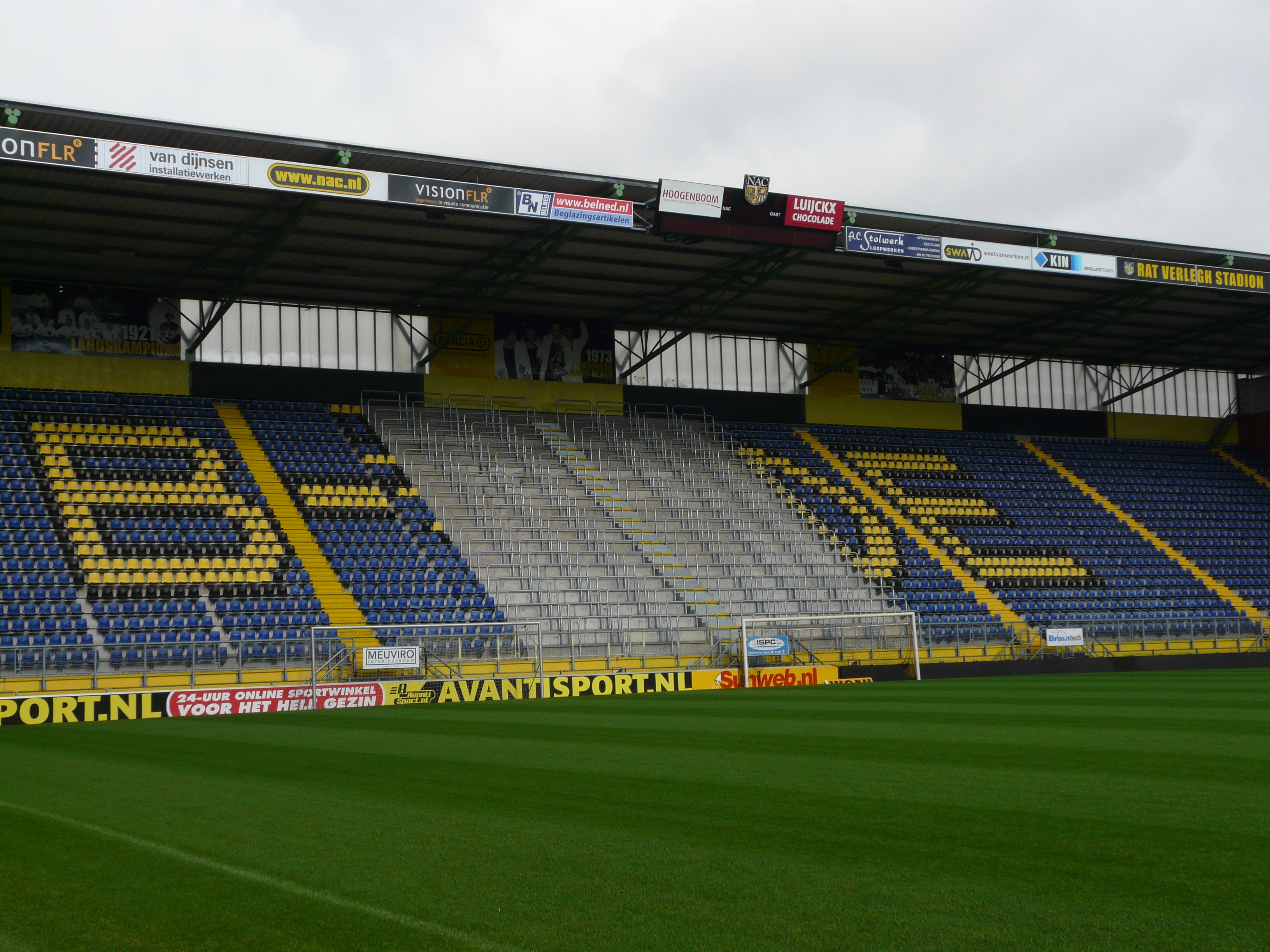
B-Side na uitbreiding sta-vakken en voor herschikking van de stoeltjes

Het Rat Verlegh Stadion is de thuisbasis van voetbalclub NAC Breda in de Noord-Brabantse stad Breda. Het stadion is in 1996 in gebruik genomen door de club en heette toen "Fujifilm-stadion", een naam die velen onuitspreekbaar vonden. In 2003 werd de naam gewijzigd in "MyCom-stadion". Ten slotte werd bekend dat per 1 juli 2006 het stadion de naam krijgt waaronder het, in de volksmond, al jaren bekend was: "Rat Verlegh Stadion", vernoemd naar Antoon Verlegh die de bijnaam Rat had. Het stadion biedt plaats aan 20.500 toeschouwers. Een avondwedstrijd in het stadion wordt ook wel een Avondje NAC genoemd.

## Geschiedenis
Het Rat Verlegh Stadion is opvolger van het NAC-stadion aan de Beatrixstraat. Het stadion is op 11 augustus 1996 officieel geopend met een vriendschappelijke wedstrijd tussen NAC en vicewereldkampioen Gremio Porte Alegre. De eerste officiële wedstrijd vond op 16 augustus 1996 plaats tussen NAC en Dordrecht'90. Stanley MacDonald was de eerste speler die een doelpunt in het toenmalige Fujifilm-stadion scoorde. Naast bekerwedstrijden, competitiewedstrijden en vriendschappelijke wedstrijden, is er op 12 februari 2002 in het stadion een interland tussen Turkije en Ecuador gespeeld. Daarnaast hebben er in het stadion ook intertoto-wedstrijden tussen NAC en Troyes en Rosenborg BK plaatsgevonden. Ook speelden Newcastle United, Gandzasar Kapan, KSP Polonia Warschau en Villarreal CF in het kader van de UEFA Cup en UEFA Europa League in het stadion tegen NAC.

## Vakindeling
De tribune-indeling van het stadion is gelijk aan de indeling van een doorsnee stadion in Nederland; Op de korte zijdes bevinden zich de fanatieke supporters, terwijl een lange zijde de tribune is waar de sponsoren zitten. Het is opvallend dat sommige tribunes hun naam vanuit het oude stadion aan de Beatrixstraat hebben meegenomen. Vak E heet in de volksmond de B-Side, terwijl aan de overzijde NAC-supporters in vak G zitten. Het gastenvak bevindt zich in vak H. Het bestuur zit nu op de hoofdtribune, die tegenover de eretribune ligt. Op de hoofdtribune zijn achttien business-units gesitueerd, die in het Rat Verlegh Stadion Business Apartments heten. De fanatieke supporterskernen van NAC staan op vak G, de B-side en F7 op de lange zijde.

## Museum
Het Rat Verlegh Stadion biedt ook onderdak aan het NAC-museum. Het NAC-museum is een ruimte die zich onder vak G bevindt en waar geïnteresseerden de geschiedenis van NAC kunnen bekijken. In het museum is een grote collectie (oude) foto's aanwezig en kan de bezoeker ook voetbalshirts, vaantjes, sjaaltjes, bekers en wedstrijdposters van vroeger en nu bekijken. Op de open dag 10 oktober 2009 werd de complete selectie plus technische staf ook lid van het NAC-museum.

## Verbouwingen
De oorspronkelijke capaciteit van het Rat Verlegh Stadion bedroeg 17.254 plaatsen. In de zomer van 2009 werd de capaciteit verhoogd naar 17.750 plaatsen door de sta-vakken achter de doelen uit te breiden ten koste van zitplaatsen. Een jaar later werd het stadion verder uitgebreid met 1.250 zitplaatsen door de tribunes achter beide doelen te verlengen. Hierdoor kwam de capaciteit op 19.000 plaatsen. Binnen de plannen voor het Stadionkwartier werd er gewerkt aan uitbreiding van het stadion. Deze plannen werden echter niet uitgevoerd. Wel zijn er rond het terrein van het stadion diverse winkels en kantoren opgetrokken, waaronder een Jumbo Food Markt.
In 2025 werden nieuwe plannen geïnitieerd om het stadion uit te breiden door het veld te verlagen en vervolgens de hoofd- en eretribune door te trekken richting het speelveld. Daarnaast was er de wens binnen de voetbalclub om de zakelijke mogelijkheden in het hoofdgebouw te verbeteren. NAC Breda was reeds in gesprek met de gemeente Breda, eigenaar van het stadion, om het Rat Verlegh Stadion in eigendom te krijgen. Beide partijen zouden na het zomerreces van 2025 een overeenkomst ondertekenen om de overname van het stadion te bekrachtigen. Op 19 mei 2025 werd begonnen met de uitbreiding van het stadion, welke 1.500 extra stoelen opleverde en in augustus 2025 werd afgerond.

## Interlands
| Nr. | Datum            | Wedstrijd         | Uitslag | Competitie        |
| --- | ---------------- | ----------------- | ------- | ----------------- |
| 1.  | 12 februari 2002 | Turkije – Ecuador | 0 – 1   | Vriendschappelijk |

Bijgewerkt t/m 11 januari 2018

## Galerij

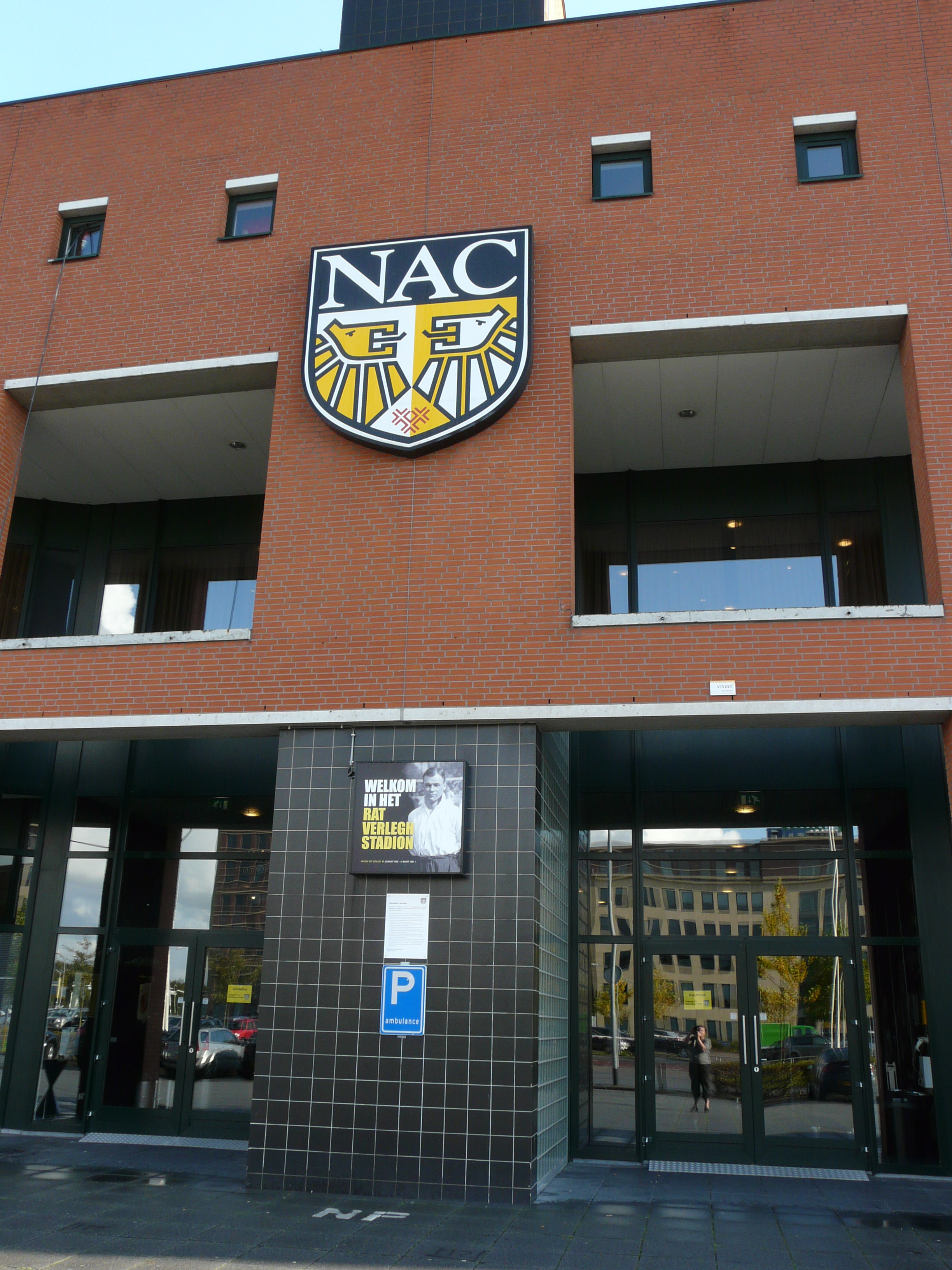
Ingang (met oude logo)
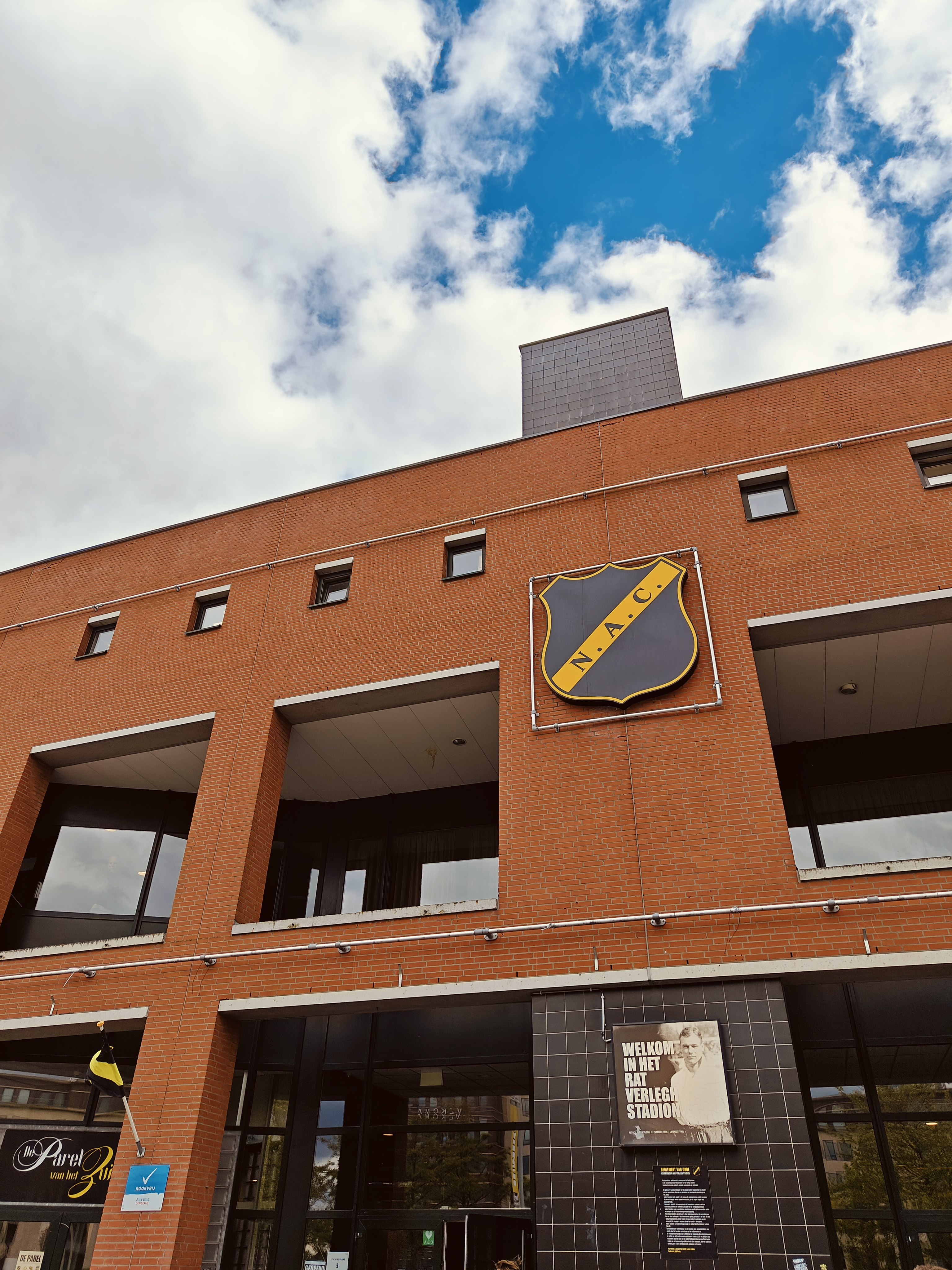
Ingang (nieuwe logo)
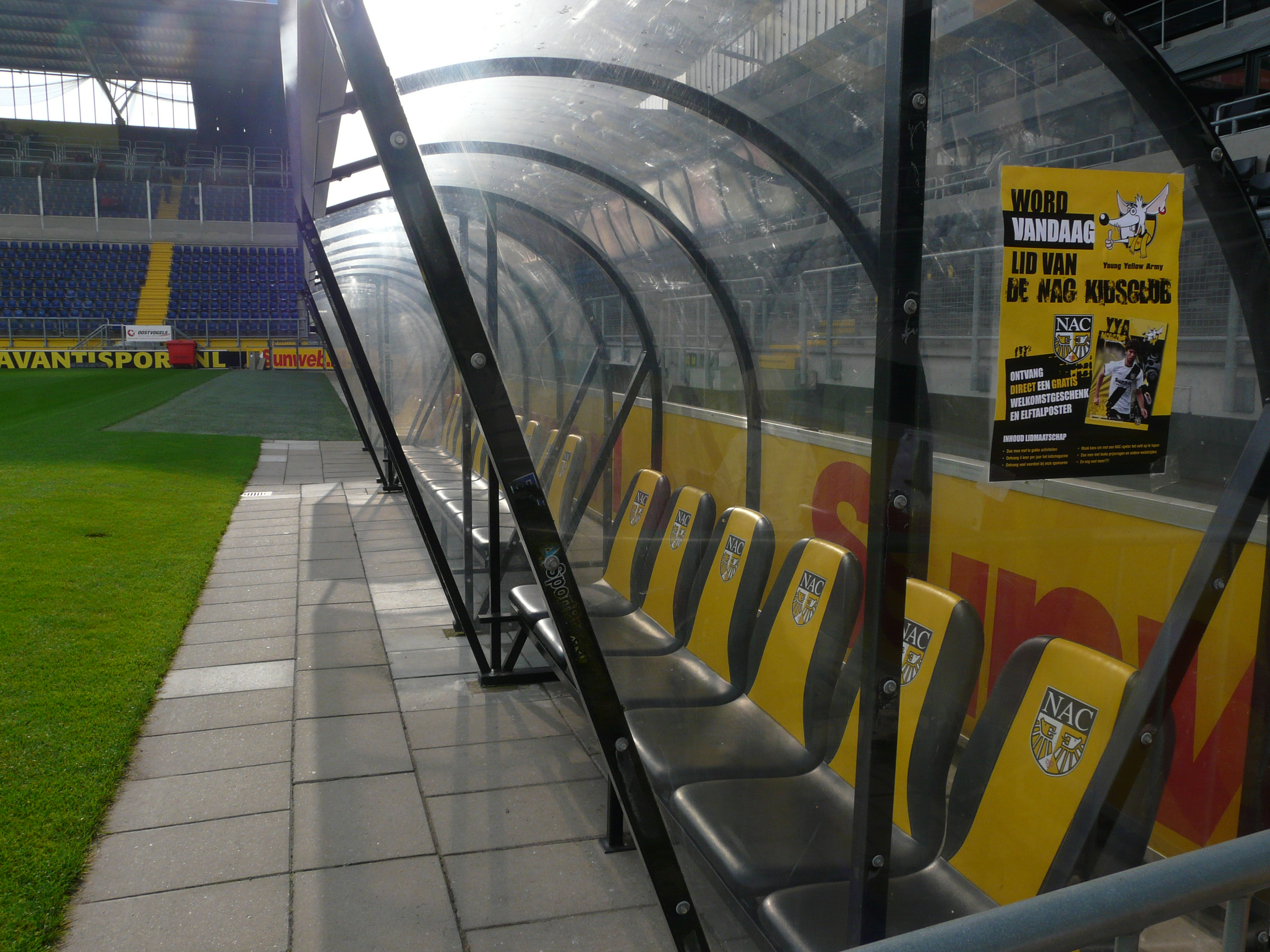
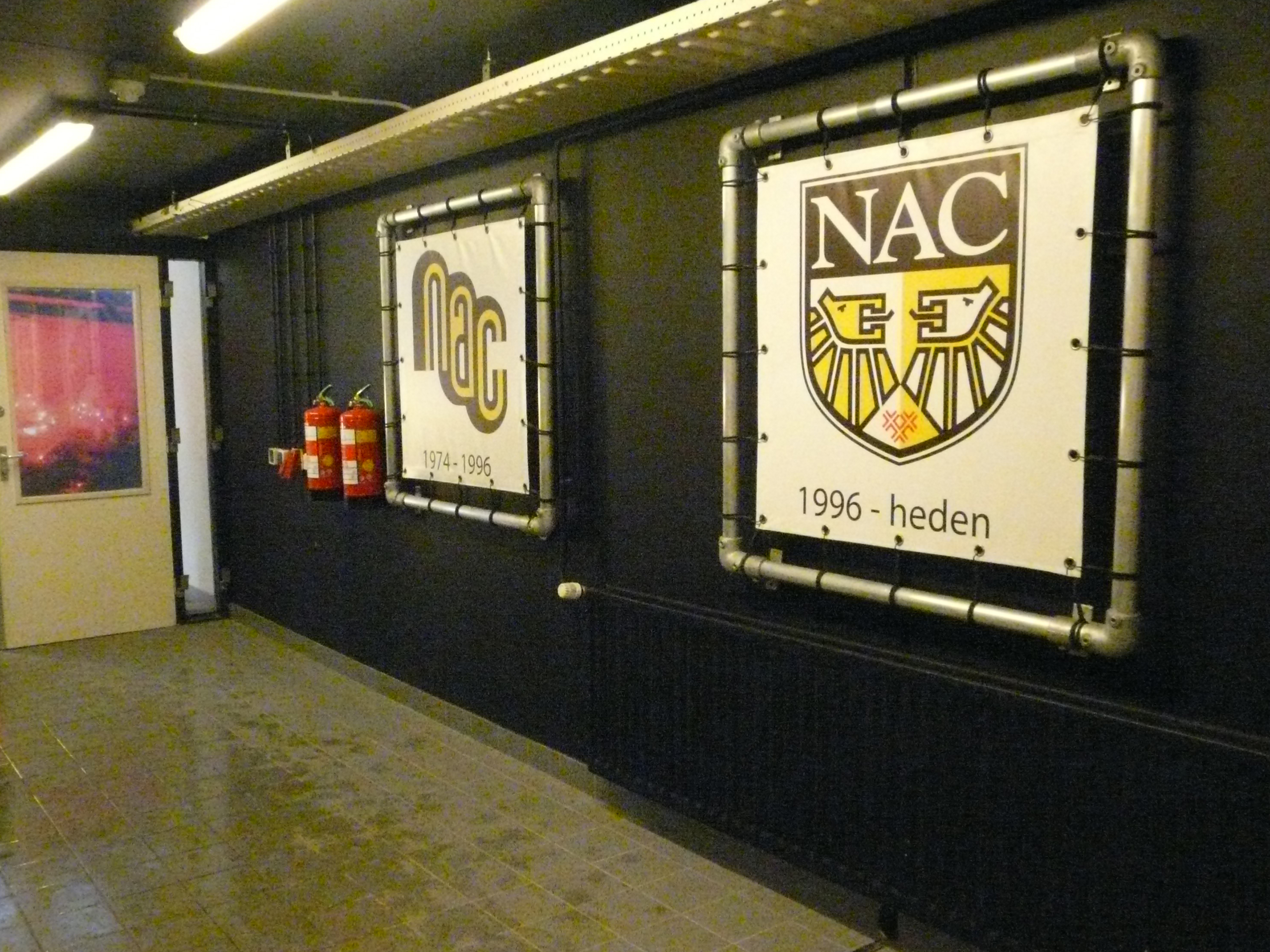
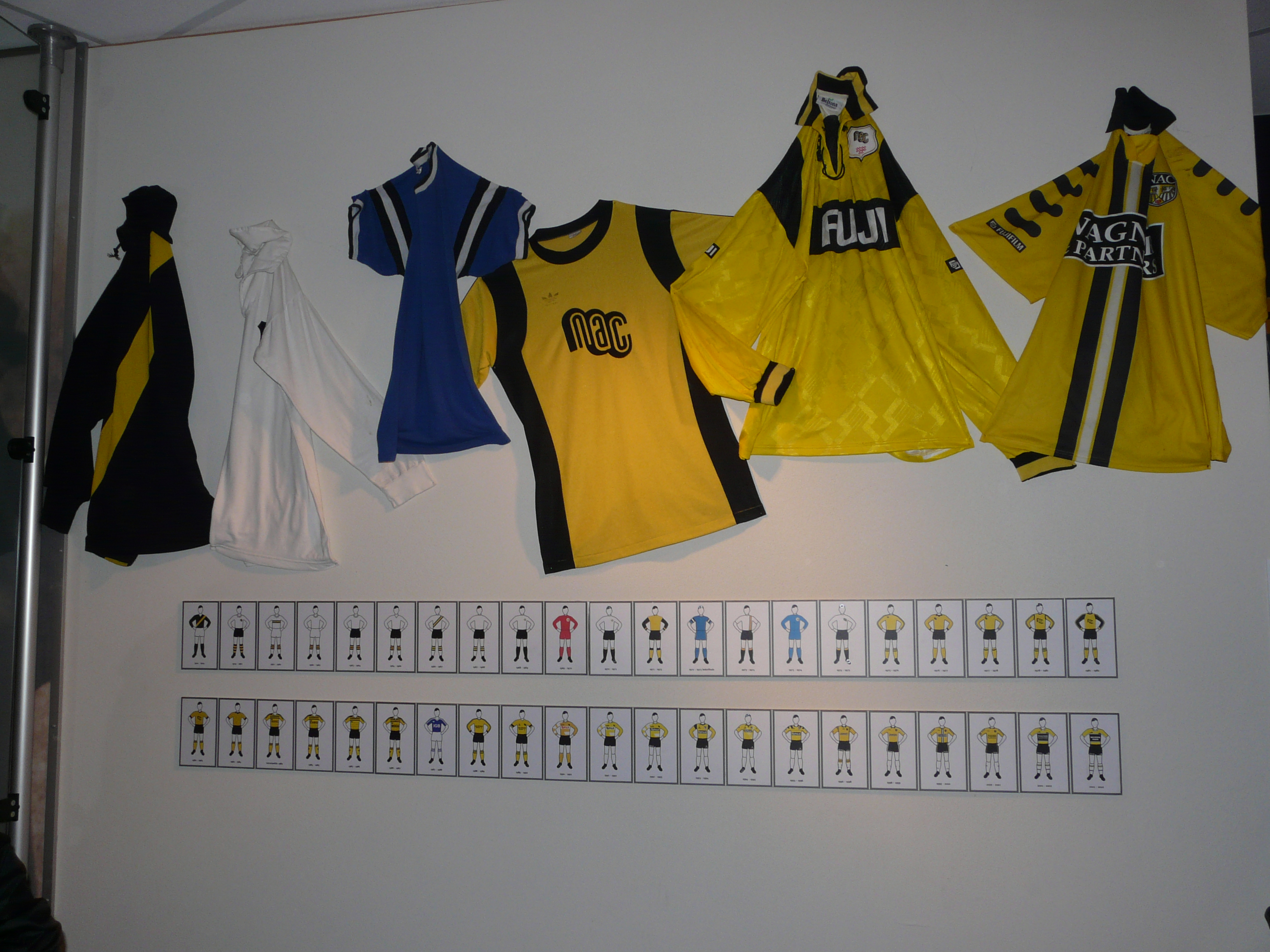
shirts van NAC Breda
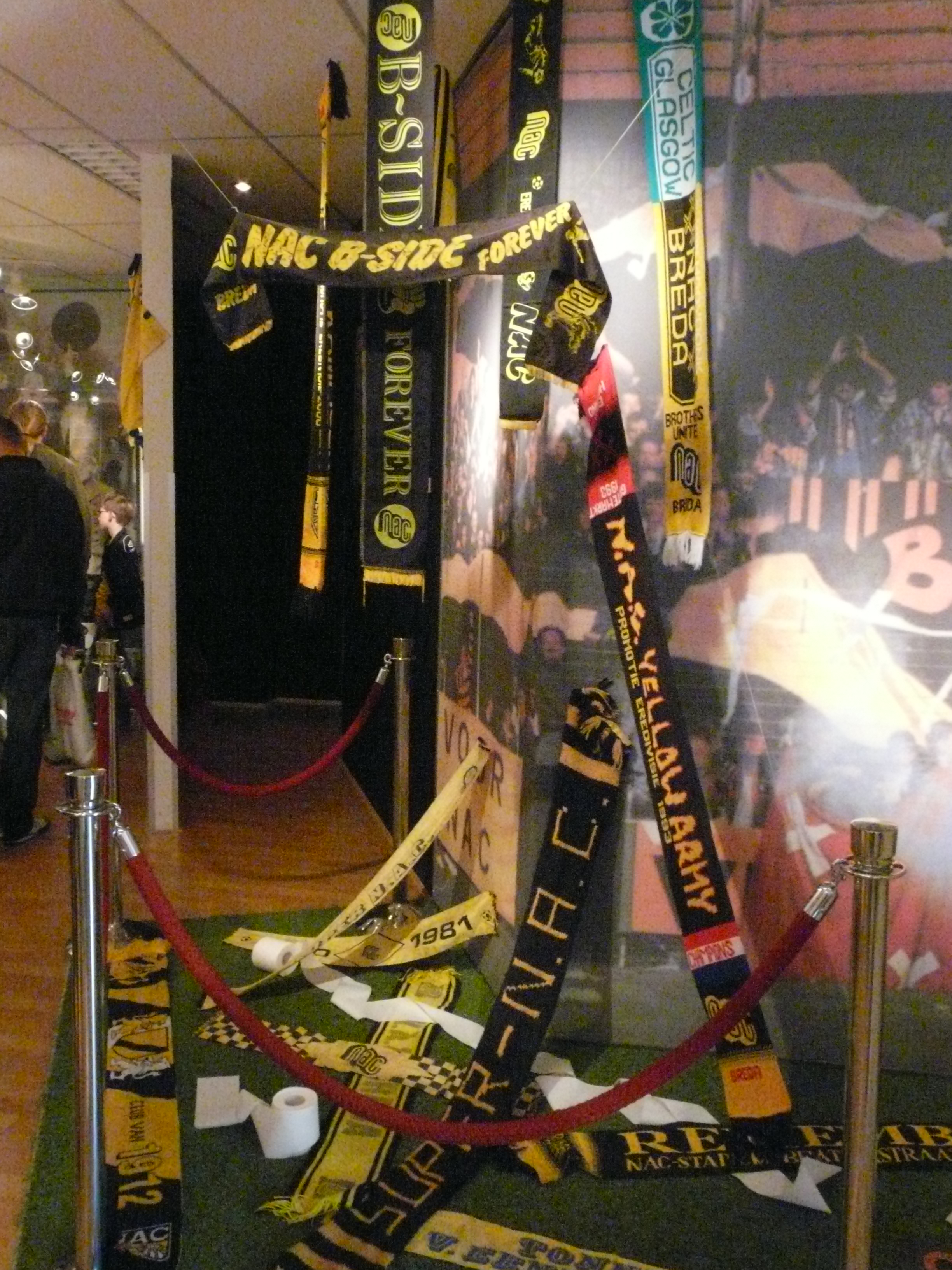
sjaals
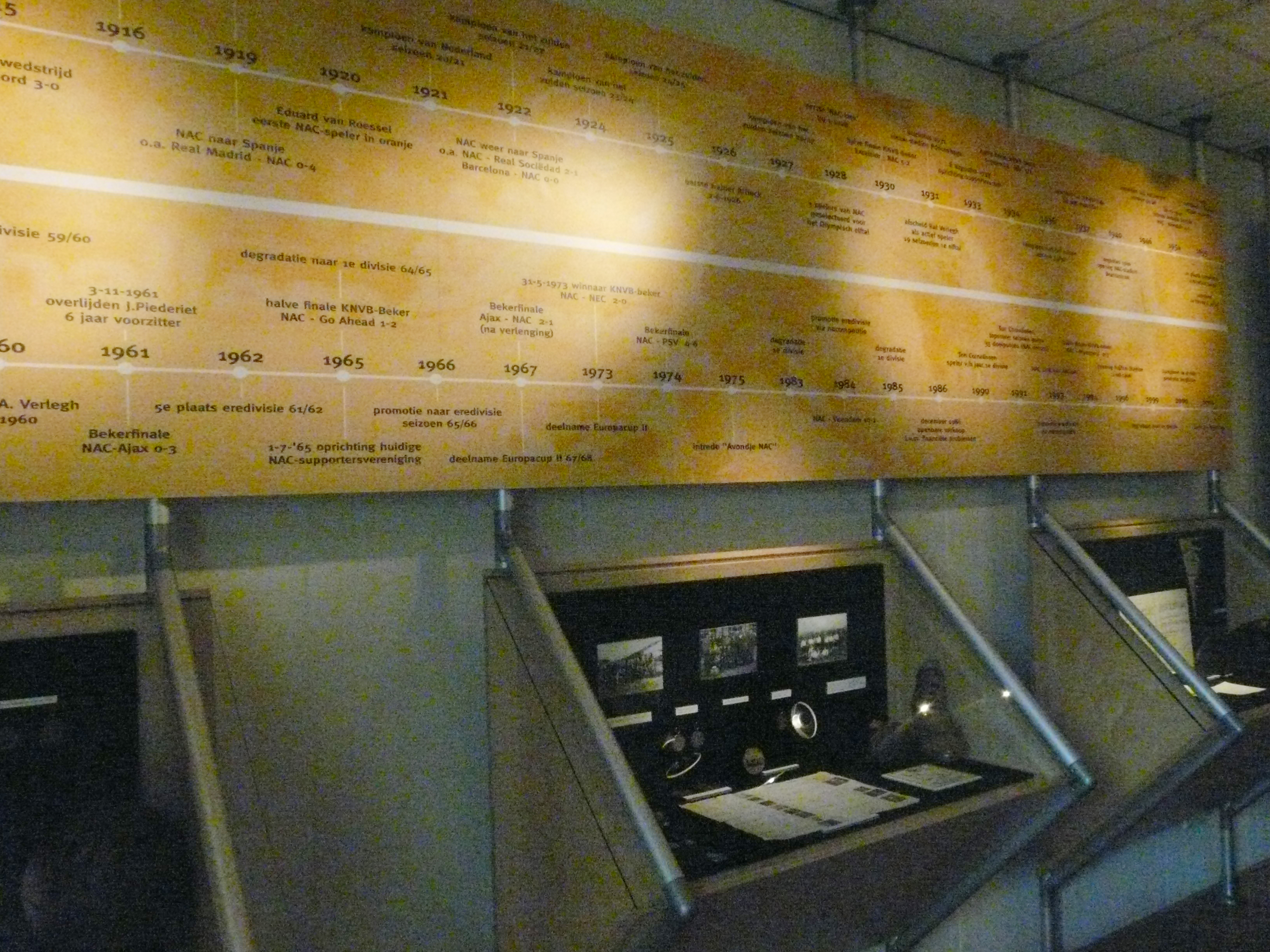
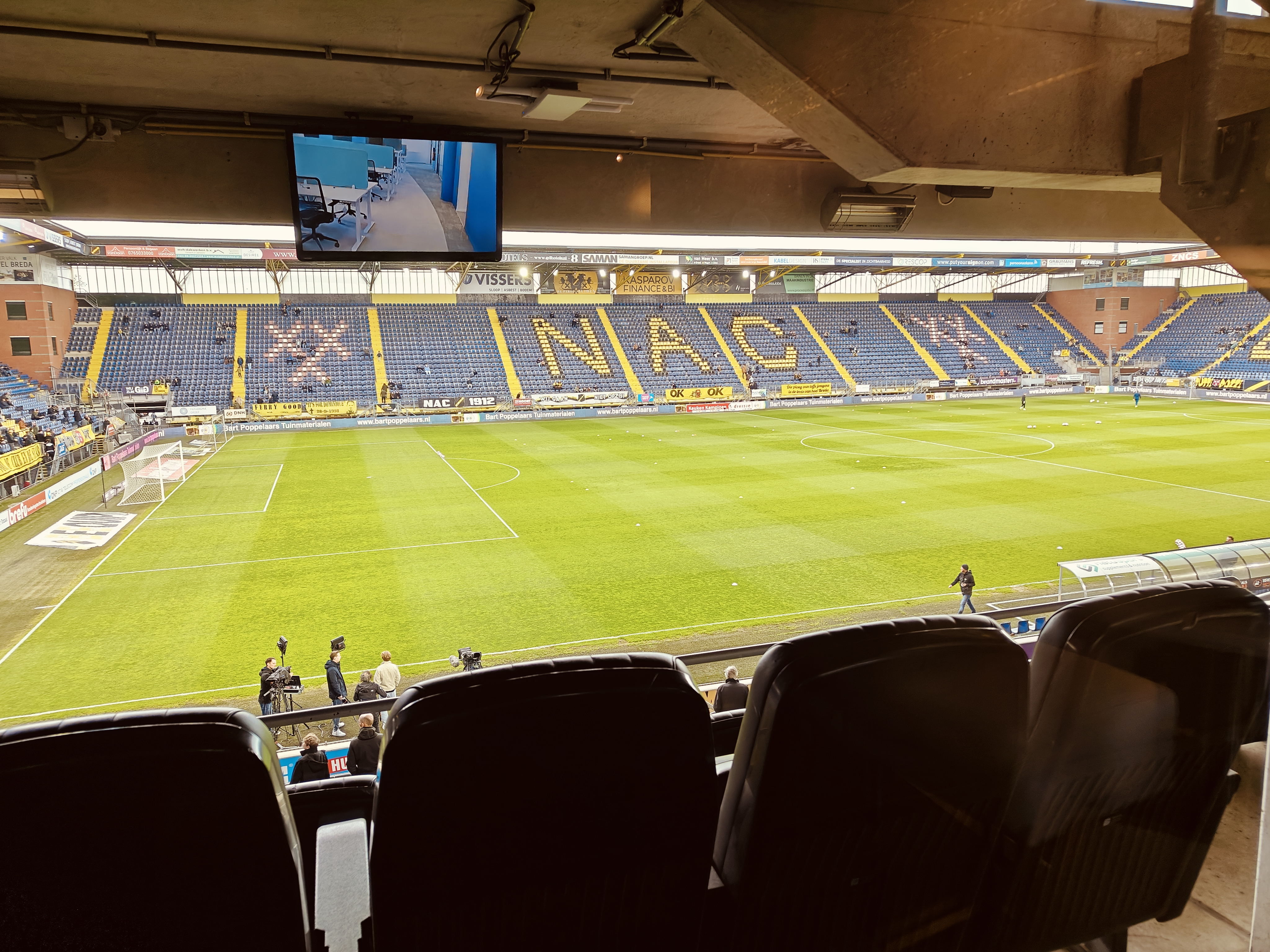
Het veld bezien vanuit de Business Lounge